# Montbolo
Montbolo (katalanska: Montboló) är en kommun i departementet Pyrénées-Orientales i regionen Occitanien i södra Frankrike. Kommunen ligger i kantonen Arles-sur-Tech som tillhör arrondissementet Céret. År 2022 hade Montbolo 179 invånare.

## Befolkningsutveckling
Antalet invånare i kommunen Montbolo
| Referens: INSEE |